# ألفا روميو في الفورمولا واحد
ألفا روميو هي شركة صناعة سيارات إيطالية وتشارك في سباقات الفورمولا 1 في عدة مناسبات سواء كفريق للسباق أو مورد للمحركات بشكل متقطع بين عامي 1950 و 1987 وفيما بعد كشريك تجاري منذ عام 2015 . وتشارك كفريق حاليًا باسم ألفا روميو راسينغ اورلين تحت إدارة مجموعة ساوبر لرياضة المحركات. . فاز سائقو الشركة بأول بطولتين عالميتين للسائقين على سيارة ألفتا بواسطة نينو فارينا في عام 1950 ؛ وخوان مانويل فانجيو عام 1951 . وتلا ذلك إبتعاد ألفا روميو من الفورمولا واحد.
وعلى الرغم من أن الشركة لم يكن لها وجود رسمي في السباقات الكبرى من رياضة السيارات خلال الستينيات، إلا أن عدد من فرق الفورمولا 1 استخدم المحركات المصنعة من قبل ألفا روميو على سياراتهم.

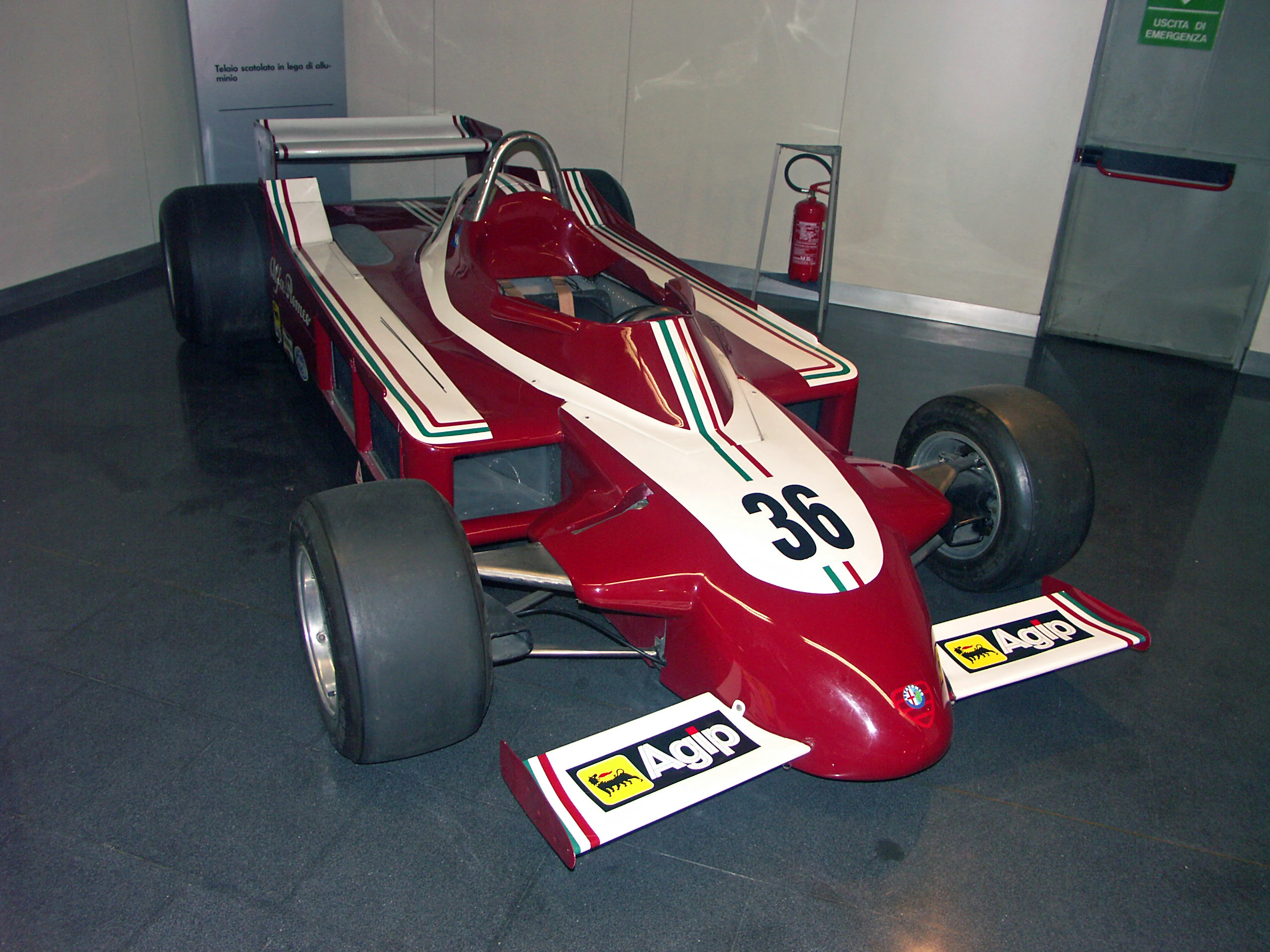
ألفا روميو 177 الذي تم استخدامه خلال موسم 1979.

في أوائل السبعينيات قدمت شركة ألفا الدعم للسائق أندريا دي أداميتش ، حيث زودت سيارة أداميتش مع فريق ماكلارين بإصدارات معدلة من محركها في 8 سعة 3 لترات من السيارة الرياضية الفا روميو تيبو 33/3 في 1970و 1971. ولم تنجح تلك المشاركة في تسجيل أي نقطة في البطولة.
في منتصف السبعينيات، صمم مهندس ألفا كارلو تشيتي محركً فلات 12 ليحل محل محرك في 8 تي 33، والذي حقق بعض النجاح في الفوز ببطولة العالم للسيارات الرياضية لعام 1975 . مما دفع بيرني إيكلستون مالك فريق برابهام في الفورمولا واحد لاستخدام هذا المحرك في بطولة العالم لسباقات فورمولا 1 موسم 1976. الذي حقق بعد ذلك في مواسم 1977 و 1978 نتائج جيدة منها 14 مركزا على منصة التتويج.

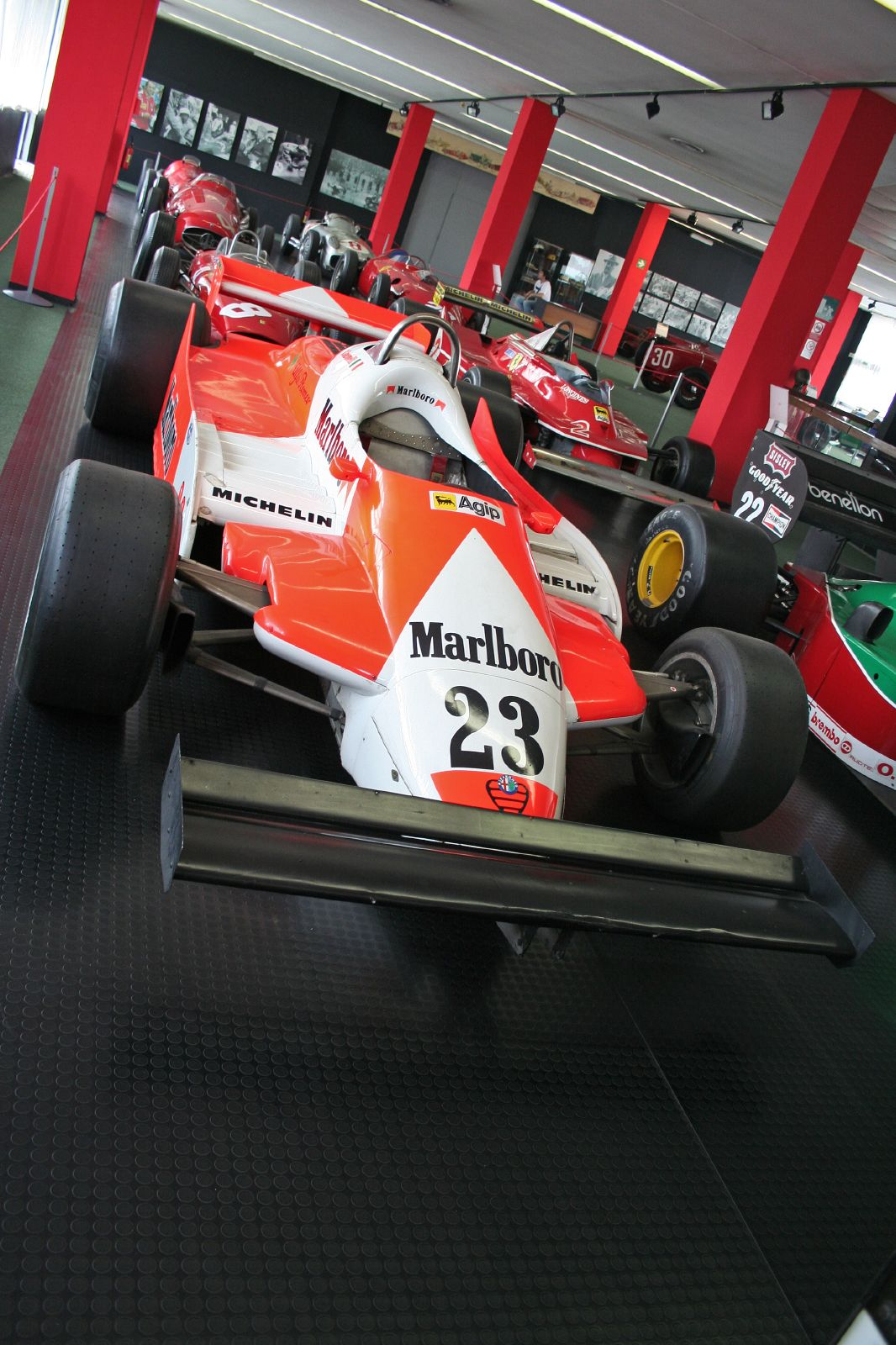
ألفا روميو 179 بي الذي استخدم خلال عام 1981.

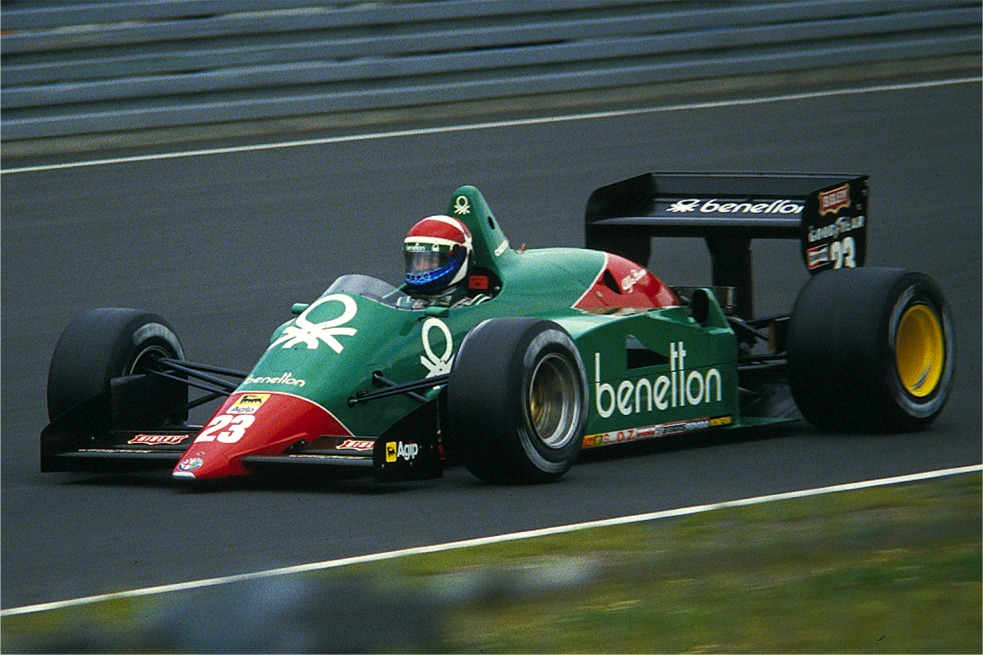
رعى بينيتون في عام 1985.

عاد اسم ألفا روميو إلى فورمولا واحد في عام 2015 وظهر على سيارات فريق فيراري. وفي أواخر عام 2017 أعلنت ألفا روميو أنها ستصبح أحد الرعاة لفريق ساوبر اعتبارًا من 2018، ودخولها في شراكة تقنية وتجارية مع الفريق. وفي بداية عام 2019 تم تسجيل فريق ألفا روميو كفريق مستقل عندما تمت إعادة تسمية ساوبر.  